# Esochinasi
La esochinasi (anche detta esocinasi) è un enzima, appartenente alla classe delle transferasi, che catalizza la seguente reazione:
D-esoso + ATP → D-esoso 6-fosfato + ADP
Questo è un enzima chiave della glicolisi (coinvolto anche nella glicogenosintesi: come tutte le chinasi, è responsabile del trasferimento di un gruppo fosfato da una molecola ad alta energia, che in questo caso è l'ATP, ad un substrato). I substrati dell'esochinasi sono diversi zuccheri esosi, glucidi a sei atomi di carbonio come il glucosio, substrato della glicolisi stessa, o il mannosio. Più propriamente, dunque, il termine esochinasi si riferisce ad una classe di isozimi (isoforme enzimatiche) relativamente aspecifici, che catalizzano la fosforilazione di esosi.
Sono state individuate esochinasi in tutti gli organismi finora analizzati, dai batteri, ai lieviti, alle piante, ai vertebrati. I batteri presentano esochinasi di dimensioni ristrette, pari a circa 50kDa. Gli organismi multicellulari hanno solitamente un numero ben maggiore di esochinasi. La maggior parte ha dimensioni di circa 100kDa ed è composto di due lobi, con un'altissima omologia di sequenza. Ciò ne suggerisce un'origine evolutiva basata sulla duplicazione dell'enzima batterico ed una conseguente fusione che ha portato all'enzima eucariotico.

## Meccanismo d'azione

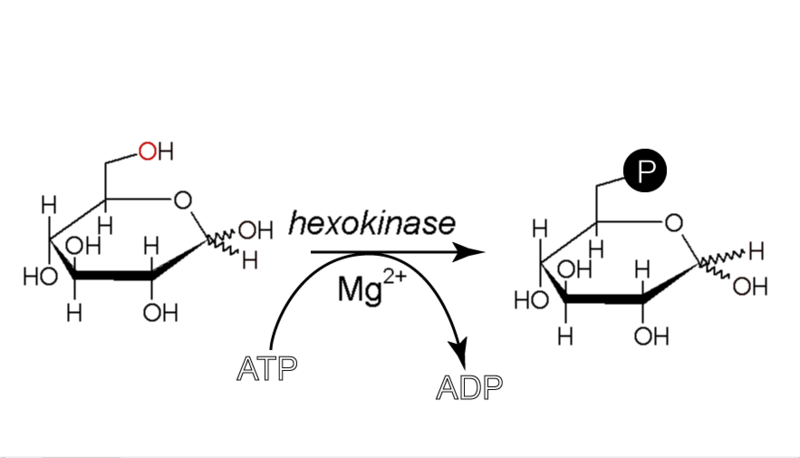
La reazione catalizzata dalla esochinasi: la fosforilazione del glucosio ad ottenere glucosio-6-fosfato

Analisi cristallografiche sulla esochinasi di lievito hanno rivelato che il legame del glucosio induce un importante cambiamento conformazionale all'enzima.
La esochinasi è composta di due lobi, che si avvicinano notevolmente in presenza di una molecola di glucosio legata: l'avvicinamento è stato quantificato essere di circa 12º, che corrisponde ad un movimento dello scheletro peptidico di circa 8 Å. La tasca presente tra i lobi si chiude ed il glucosio viene circondato interamente dalla proteina: l'unica regione a non essere completamente coperta è il carbonio in posizione 6, in grado così di accettare un gruppo fosfato.
I cambiamenti conformazionali indotti dal glucosio sono significativi sotto due punti di vista. Da una parte, l'ambiente intorno al glucosio diventa maggiormente apolare, favorendo il rilascio di un fosfato da parte di ATP. Dall'altra, tale variazione ha un significato importante per le chinasi in genere. Se l'esochinasi fosse rigida, non sarebbe in grado di riconoscere la presenza di un substrato per il quale staccare un fosfato da ATP (al limite, ciò potrebbe accadere al passaggio di ogni molecola d'acqua, con un costo in termini di ATP molto alto). L'effetto conformazionale che solo il substrato può indurre, insomma, garantisce affinché l'enzima non sprechi ATP. È molto interessante notare che anche le altre chinasi della via glicolitica (ed il concetto può essere esteso alla maggior parte delle protein chinasi), la fosfofruttochinasi, la piruvato chinasi e la fosfoglicerato chinasi, hanno una struttura sensibile alla presenza del substrato. La fosforilazione del glucosio in glucosio-6-fosfato è particolarmente importante perché permette alla cellula di immagazzinare glucosio al suo interno anche contro gradiente e senza altri costi energetici se non l'iniziale consumo di ATP per la sua fosforilazione. Questo è possibile per via del fatto che sono assenti generalmente traspostatori di zuccheri fosforilati sulla membrana plasmatica.
La esochinasi è inibita dal prodotto della reazione che catalizza (cioè dal glucosio-6-fosfato). Ciò ha una funzione ben precisa dal punto di vista metabolico: impedisce che l'enzima produca substrato per le reazioni successivi ad una velocità maggiore di quella che gli enzimi a valle sono in grado di sostenere.

## Tipi differenti di esochinasi

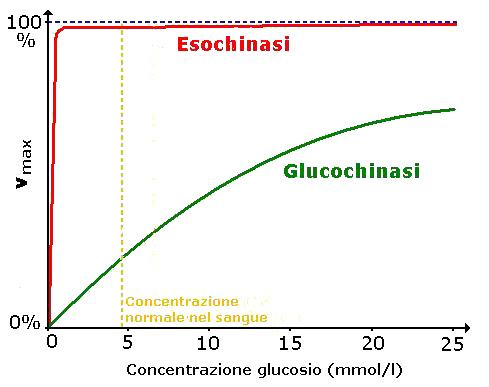
Paragone tra l'attività dell'esochinasi e della glucochinasi epatica. La K_{m} dell'esochinasi è decisamente inferiore (0,1 mM) alla K_{m} della glucochinasi (10 mM), l'esochinasi dei tessuti non epatici è dunque più affine al glucosio della glucochinasi. È sufficiente la concentrazione normale di glucosio sanguigno (80-100 mg/dl) per saturare l'esochinasi e farla lavorare alla velocità massima.

I mammiferi presentano quattro importanti isoforme dell'enzima esochinasi (classificazione EC 2.7.1.1) che variano a seconda della localizzazione tissutale, delle caratteristiche cinetiche, del tipo di substrato preferito, delle funzioni fisiologiche. Sono denominate esochinasi I, II, III e IV (o esochinasi A, B, C e D).
Le esochinasi I, II e III sono gli isoenzimi a "bassa Km", a causa della loro alta affinità per il glucosio anche a basse concentrazioni (anche inferiori a 1 mM). Le esochinasi I e II seguono perfettamente la cinetica di Michaelis-Menten a concentrazioni fisiologiche di substrato, mentre sono notevolmente inibite dal prodotto della reazione catalizzata, ovvero il glucosio-6-fosfato. 
- La esochinasi I (o esochinasi A) si trova in tutti i tessuti di mammifero, tanto da essere considerato un enzima housekeeping, la cui attività non è cioè affetta da modificazioni fisiologiche o ormonali.
- La esochinasi II è l'unica ad avere un sito attivo su ognuno dei due lobi dell'enzima ed è presente prevalentemente nel tessuto muscolare.
- La esochinasi III (o C) è inibita da una alta concentrazione di glucosio (inibizione da substrato).

La esochinasi IV, solitamente chiamata glucochinasi, presenta caratteristiche che la rendono notevolmente differente dalle altre esochinasi. La sua localizzazione è infatti principalmente epatica, anche se viene sintetizzata anche nel pancreas, nell'ipotalamo, nell'intestino tenue ed in alcune cellule neuroendocrine. La glucochinasi è specifica per il solo glucosio, ma è in grado di fosforilarlo solo ad alte concentrazioni: la sua Km è infatti circa 100 volte maggiore rispetto a quella delle altre classi (l'affinità per il substrato è dunque 100 volte minore). Si tratta inoltre di una proteina monomerica, di circa 50 kDa, che mostra attivazione allosterica da parte del glucosio e non presenta inibizione allosterica da parte del prodotto, il glucosio-6-fosfato. La glucochinasi presenta inibizione da Fruttosio-6-fosfato; elevate concentrazioni di Fruttosio-6-fosfato infatti stimolano una proteina regolatrice della glucochinasi che si lega all'enzima e lo trasporta nel nucleo dove è inattivo; nel momento in cui le concentrazioni di Fruttosio-6-fosfato nel citosol diminuiscono la proteina regolatrice riporta la glucochinasi nel citosol e la rilascia.
La glucochinasi gioca un importante ruolo nel metabolismo dei carboidrati. Ad esempio:
- nelle cellule beta-pancreatiche delle isole di Langerhans, responsabili del rilascio dell'insulina, funziona da sensore per il glucosio, per controllare il rilascio di insulina (un meccanismo simile ha luogo anche nelle cellule alfa, che controllano il rilascio del glucagone);
- negli epatociti, la glucochinasi risponde alle variazioni plasmatiche di glucosio, attivando o riducendo la glicogenosintesi.

Se l'attività delle esochinasi I, II e III è strettamente legata alla glicolisi, quella della glucochinasi, dunque, non è legata alla via glicolitica. Essa infatti entra in azione quando c'è accumulo epatico di glucosio: la sua azione, dunque, consiste nell'inviare il glucosio in eccesso verso destini non catabolici (ad esempio verso la formazione di glicogeno. Ciò è confermato dal fatto che la glucochinasi è insensibile alla presenza di glucosio-6-fosfato.
Il radiofarmaco 2-fluoro-2-deossi-D-glucopiranosio, o 2-fluoro-2-deossi-glucosio, comunemente 2-18FDG, 18FDG o semplicemente FDG, permette di visualizzare il metabolismo del glucosio nel cuore e nell'encefalo (ma anche nella maggior parte dei tumori, nei quali il turnover cellulare è fortemente accelerato) in tempi brevi, dopo iniezione in vena. Ciò è dovuto al fatto che il gruppo idrossile (-OH) sul carbonio in posizione 2 dell'anello piranosidico, viene sostituito con un gruppo fluoruro (-F) che interrompe il primo passaggio della glicolisi del glucosio (e.g. dopo aver oltrepassato la barriera emato-encefalica). Tale gruppo fluoruro è radioattivo e costituito dal radionuclide artificiale 18F, in seguito visualizzabile all'esterno del paziente mediante tomografia a emissione di positroni (PET).

## Associazione ai mitocondri
Le esochinasi I, II e III possono associarsi fisicamente alla membrana esterna dei mitocondri attraverso un legame specifico ad alcune porine. Questa adesione permette alle esochinasi di attingere direttamente alle molecole di ATP prodotte dal mitocondrio. La presenza di esochinasi associate ai mitocondri aumenta in maniera abnorme (fino a più di 200 volte) in caso di tumore. Ciò permette alle cellule tumorali di avviare verso la glicolisi una maggior quantità di glucosio e di sostenere dunque con un'alta concentrazione di ATP la crescita neoplastica (questo effetto è definito Effetto Warburg, dal nome del ricercatore Otto Warburg che lo identificò nel 1930).